# Kirke Hvalsø
Kirke Hvalsø eller Hvalsø är ett stationssamhälle på centrala Själland med 4 086 invånare (2017). Den är huvudort i Lejre kommun, tidigare var den huvudort i Hvalsø kommun.
Samhället ligger längs järnvägslinjen Roskilde-Holbæk, tidigare var den knutpunkt för linjerna Nordvestbanen och Midtbanen. Orten ligger nära de för Själland högt belägna Bidstrupskogarna, där Själlands högsta punkt, Gyldenløves Høj, finns.